# نور علي الخليف
نور بنت علي الخليف (مواليد 11 أبريل 1984) اقتصادية بحرينية، وزيرة التنمية المستدامة منذ 13 يونيو 2022 وعضو المجلس الأعلى للمرأة منذ 24 نوفمبر 2022.

## عن حياتها
ولدت في 11 أبريل 1984 
حصلت على باكلوريوس في الرياضيات والأقتصاد من جامعة (London school of economics) سنة 2007 حصلت على ماجستير في الأقتصاد سنة 2008 من نفس الجامعة
شغلت منصب مساعد مدير التدقيق في شركة (Delloite LLP) في المملكة المتحدة وكما شغلت منصب مدير التدقيق في نفس الشركة سنة 2014 وكما شغلت منصب مدير أول للأستشارات في نفس الشركة سنة 2015
وكما عملت محاسب أول في british business bank في المملكة المتحدة سنة 2015
وكما عملت مستشار أول في newtown consult خلال الفترة (2016 حتى يوليو 2018)
في سنة 2019 عينت مديرة لأدارة المعلومات والمؤشرات الأقتصادية بوزارة المالية وللأقتصاد الوطني
في 15 فبراير 2021 أصدر الملك حمد بن عيسى آل خليفة ملك مملكة البحرين مرسوماً بتعينها وكيلاً مساعداً للشؤون الأقتصادية بوزارة المالية والأقتصاد الوطني 
وفي 13 يونيو 2022 أصدر الملك حمد بن عيسى آل خليفة ملك مملكة البحرين مرسوماً بتعديل وزاري حيث تم تعينها وزيرة للتنمية المستدامة  وكما تم تجديد تعينها في نفس المنصب في مرسوم تشكيل الحكومة الذي صدر في 21 نوفمبر 2022 
وفي 24 نوفمبر 2022 أصدر الملك حمد بن عيسى آل خليفة ملك مملكة البحرين أمر ملكي بإعادة تشكيل المجلس الأعلى للمرأة حيث عُينت عضواً في المجلس 
وفي 16 سبتمبر 2024 أصدر الأمير سلمان بن حمد آل خليفة ولي العهد رئيس مجلس الوزراء قراراً بإعادة تشكيل مجلس التنمية الاقتصادية حيث عُينت رئيساً تنفيذياً للمجلس.